# 겐토쿠 (성우)
겐토쿠(弦徳, 3월 7일 ~ )는 일본의 성우이자 배우로, 사가현 출신이며, 플라이 마이 필드 소속다.